# Малая Рогозянка
Ма́лая Рогозя́нка (укр. Мала Рогозянка) — село,
Малорогозянский сельский совет,
Золочевский район,
Харьковская область, Украина.
Код КОАТУУ — 6322684001. Население по переписи 2001 года составляет 495 (219/276 м/ж) человек.
Является административным центром Малорогозянского сельского совета, в который, кроме того, входят сёла
Ольшанское,
Зиньковское и
посёлок Перемога.

## Географическое положение
Село Малая Рогозянка находится на левом берегу реки Рогозянка, которая через 4 км впадает в реку Уды (правый приток), выше по течению примыкает посёлок Перемога, ниже по течению в 2-х км расположено село Ольшанское. На расстоянии в 5 км расположена железнодорожная станция Чепелино.
Недалеко от села расположен Малорогозянский энтомологический заказник.

## История
- 1701 — сооружена первая деревянная церковь.
- 1856 — построена каменная однопрестольная церковь Успения Пресвятой Богородицы на средства помещицы, полковницы Надежды Ольшевской.
- 1924 — дата присвоения статуса.
- В 1940 году, перед ВОВ, в селе Малая Рогозянка было 173 двора, православная церковь, две ветряные мельницы и сельсовет.[1]
- При СССР в селе был организован и работал колхоз "Рогозянский", центральная усадьба которого находилась здесь, и в котором были овощной пункт, овощехранилище, общежитие.[4]

## Экономика
- Парники.
- Коллективные сады.

## Объекты социальной сферы
- Школа.
- Малорогозянский клуб[5] — переулок Слобожанский, 4.
- Библиотека при клубе.

## Достопримечательности
- Братская могила советских воинов. Похоронено 34 воина.

## Религия
- Православный храм Успения Пресвятой Богородицы[6] УПЦ МП.